# 正大
正大（1224年—1232年正月）是金哀宗的第一个年号。金哀宗使用正大这个年号一共9年。

## 改元
- 元光二年——十二月二十二日，金宣宗去世，金哀宗完顏守緒即位。明年（1224年）正月一日，有詔改元正大。[2]
- 正大九年——正月十九日，改元開興。[3]

## 逝世
- 八年九月丙申，金哀宗生母慈圣太后逝世。

## 纪年對照表
| 正大 | 元年   | 二年   | 三年   | 四年   | 五年   | 六年   | 七年   | 八年   |
| ---- | ------ | ------ | ------ | ------ | ------ | ------ | ------ | ------ |
| 公元 | 1224年 | 1225年 | 1226年 | 1227年 | 1228年 | 1229年 | 1230年 | 1231年 |
| 干支 | 甲申   | 乙酉   | 丙戌   | 丁亥   | 戊子   | 己丑   | 庚寅   | 辛卯   |

## 同期其他政权使用的年号
- 中國
  - 嘉定（1208年－1224年）：宋—宋寧宗趙擴之年號
  - 寳慶（1225年－1227年）：宋—宋理宗趙昀之年號
  - 紹定（1228年－1233年）：宋—宋理宗趙昀之年號
  - 重德（1229年）：南宋時期—廖森之年號
  - 大同（1224年－1233年）：金時期—蒲鮮萬奴之年號
  - 乾定（1223年－1226年）：西夏—夏獻宗李德旺之年號
  - 寶義（1226年－1227年）：西夏—夏末主李睍之年號
  - 天开（1205年－1225年）：大理—段智祥之年號
  - 天輔（1226年）：大理—段智祥之年號
  - 仁壽（1227年－1238年）：大理—段智祥之年號
- 越南
  - 建嘉（1211年－1224年）：李朝—李旵之年號
  - 天彰有道（1224年－1225年）：李朝—李天馨之年號
  - 建中（1226年－1232年）：陳朝—陳太宗陳日煚之年號
- 日本
  - 貞應（1222年－1224年）：後堀河天皇之年号
  - 元仁（1224年－1225年）：後堀河天皇之年号
  - 嘉祿（1225年－1228年）：後堀河天皇之年号
  - 安貞（1228年－1229年）：後堀河天皇之年号
  - 寬喜（1229年－1232年）：後堀河天皇之年号

## 深入閱讀
- 李崇智. . 北京: 中華書局. 2004年12月. ISBN 7101025129.
- 鄧洪波. . 臺北: 國立臺灣大學東亞經典與文化研究計劃. 2005年3月  [2022-01-04]. ISBN 9789860005189. （原始内容 (pdf)存档于2007-08-25）.

## 参看
- 中國年號索引

| 前一年號： 元光 | 金朝年号 | 下一年號： 開興 |